# Plumularia acutifrons
Plumularia acutifrons är en nässeldjursart som beskrevs av John Fraser 1938. Plumularia acutifrons ingår i släktet Plumularia och familjen Plumulariidae. Inga underarter finns listade i Catalogue of Life.